# Jeremiasz Apollon Hytz

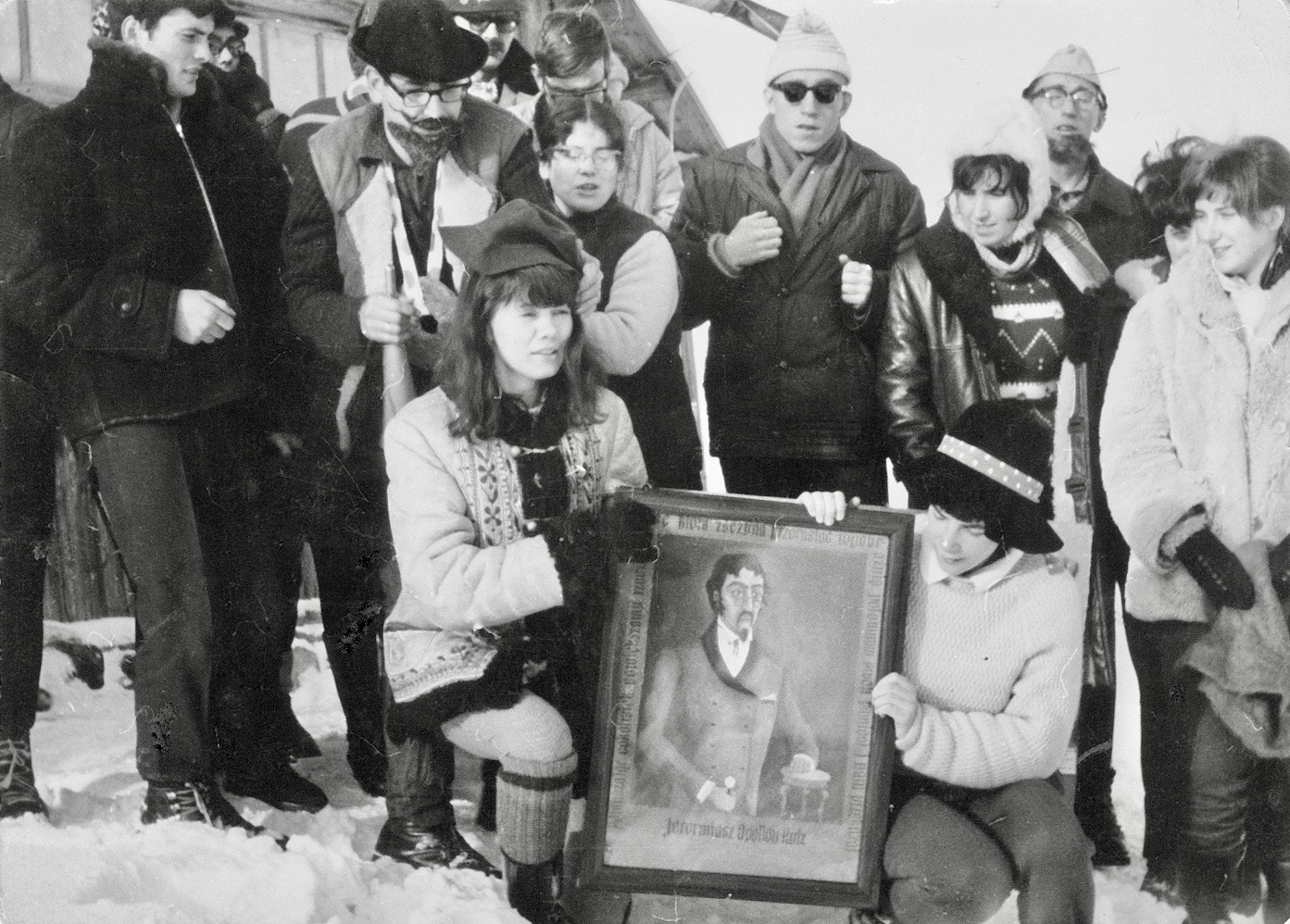
Portret Jeremiasza Apollona Hytza przed schroniskiem Betlejemka na Hali Gąsienicowej. Twórca imagineskopii, Stanisław „Śledź” Moskal, stoi trzeci od lewej – styczeń 1968

Jeremiasz Apollon Hytz (ur. 1841, zm. 1919) – fikcyjny uczony polski, aptekarz z Podhajec na Podolu.
Bohater wydanej w 1977 książki Wstęp do imagineskopii autorstwa Śledzia Otrembusa Podgrobelskiego (Stanisława Moskala). Twórca tytułowej imagineskopii oraz pendologii. Przypisuje mu się wypowiedziane w 1873 zdanie „Każdy skutek ma swoją przyczynę” (J.A. Hytz, Die Pendologische Methode, Wien 1881, s.9). Jest autorytetem w analizach literackich.
Przekaz Wstępu do imagineskopii stał się źródłem zainteresowania na blogach internetowych.  Dodruk tej prześmiewczej książki ukazał się w roku 2016. Ukazała się jej obszerna analiza literacka.